# Herreruela
Herreruela je španělská obec, nacházející se na území provincie Cáceres autonomního společenství Extremadura.
Obec s rozlohou 113,72 km² leží 50 km jihozápadně od hlavního města provincie – Cáceresu, poblíž hranice s Portugalskem. V obci žije 325 obyvatel.

## Hranice obce
Obec Herreruela má hranice s obcemi:
- Brozas na severu
- Cáceres na východě
- Salorino na západě
- San Vicente de Alcántara a Alburquerque na jihu

## Dějiny
V roce 1594 byla obec součástí provincie Trujillo. Později se Herreruela stala obcí v Extremaduře. Při sčítání lidu v roce 1842 měla obec 150 domů a 822 obyvatel.

## Demografie
Vývoj počtu obyvatel od roku 1900

## Ekonomika

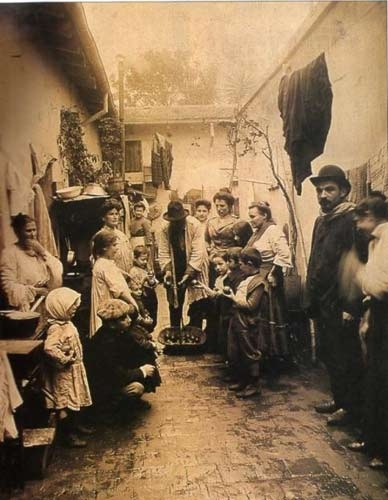
Prodejce jablek v Herreruele v roce 1852

Ekonomika města je zaměřena především na rodinné zemědělství (kozy, prasata, ovce a krávy). V obci se také nachází společnost na montážní díly a venkovský hotel Hotel Rural Sierra de San Pedro.

## Památky
- Kostel Panny Marie, postavený v 18. století.
- Casa Grande neboli de la Marquesa je velký dům v koloniálním stylu z druhé poloviny 19. století postavený na náměstí. V současné době[kdy?] je v dobrém stavu pouze fasáda, ostatní části budovy jsou v chátrajícím stavu.
- El Bujío (Bohido) neboli Ermita de San Juan je stará kamenná poustevna postavená na okraji města v 17. století. V současné době[kdy?] není v dobrém stavu a je hodna rekonstrukci. Je považována za nejstarší stojící budovu ve městě.

Za zmínku stojí i menší památník větrného mlýna.

## Svátky
- Slavnost sv. Jana Křtitele se slaví 24. června. Obyvatelé obce jezdí v podvečerních hodinách po obci s ozdobným vozem na kterém stojí, aby se přidali k průvodu, doprovázeli patrona slavnosti a přivítali družinu u vjezdu do obce. Do vozíku sbírají větve (dříve tymián). Celé slavnosti jsou doprovázené punčem a luštěninami, které nabízí rodiny. Poté co se shromáždí všechny větve, o půlnoci se zapálí a rozdělá se oheň.
- Magusto (Magosto), se slaví 1. listopadu. Je to tradiční festival, při kterém se celý den pořádá trh, kde mohou lidé ochutnat typické výrobky a různé pečeně. Charakteristické jsou pečené kaštany.
- La rosca, se řadí mezi typický cukrářský produkt, jehož výroba s tradicí již 150 let, probíhá za účelem uctění Panny Marie. Je nabízena pod jménem Rosca de piñonate.